# 張燕 (東漢)
張燕（？—？），本姓褚（一說堵），外号飞燕，常山郡真定（今河北正定）人，東漢末年黑山賊首領。张燕常年集结大批从众，在河北诸郡占山为王，成为朝廷与军阀的大患，不过最终率众投靠统一北方的曹操，官至平北將軍，封安國亭侯。

## 生平
張燕本姓褚，184年，東漢爆發黃巾之亂，褚燕聚集少年為盜在山澤之間作亂，後還真定，加起來有萬多人。不久，张牛角也起兵，與褚燕合師，褚燕便推張牛角為主帥，並進攻廮陶。不過，張牛角在攻戰中被箭射傷，創傷過重而死，臨死前命眾人：“必以燕為帥。”所以褚燕改姓張。
其後張燕率賊軍四處作戰，常山、趙郡、中山、上黨、河內的山谷成為張燕賊軍的根據地。其後孫輕、王當等人帶領部眾投靠張燕，人數甚至有百萬人，號為「黑山賊」。漢靈帝見其勢大，不能以武力討伐，令河北諸郡被受害。
其後，張燕派人向東漢朝廷求降，朝廷便拜張燕為平難中郎將，領河北各山谷事務，同年被推舉為孝廉、計吏。但張燕更加無所忌憚，漸漸進犯河內，逼近京師，於是漢室以朱儁為河內太守，帶領家兵擊退他們。 
190年，董卓挾漢獻帝退到長安，关东大乱，一時之間群雄並起，張燕便與豪傑相結。公孙瓒与袁绍争夺冀州时，张燕派遣将领杜长等助战，被袁绍击败，人众略有散失。初平三年（192年），袁紹在龙凑击败公孫瓚迫使其退还幽州不敢再南下。初平四年（193年）三月，黑山贼与魏郡反兵联合攻打邺城杀死郡守。六月，袁绍开始兴兵入山讨伐贼众，连续击破于毒、左髭丈八、劉石、青牛角、黄牛、左校、郭大賢、李大目、于氐根等势力，杀数万人。當時，张燕擁精兵数万，骑数千匹，与四营屠各、燕门乌桓在常山与袁绍大战。暫時歸附袁紹的吕布，骑乘赤兔，能飞驰过堑壕，於是率手下健将成廉、魏越等数十骑，突袭张燕营地，一天内进攻三、四次，每次都能斬獲首級而出。双方连战十余日，张燕军队死伤众多，袁绍军也疲累退军。
至此，黑山賊開始衰落。建安三年（198年），袁绍攻公孙瓒，史称易京之战，公孙瓒之子公孙续请张燕率军十万来救易京，但张燕援军未至，公孙瓒已败亡。公孙续也阵亡，张燕军只得散去。後來，曹操戰勝袁紹，平定冀州，張燕於205年四月，連同黑山賊十多萬人求降，被拜為平北將軍，率軍到鄴駐守，封為安國亭侯，食邑五百戶，直至張燕逝世。

## 特徵
張燕勇猛剽捍，敏捷過人，所以軍中都叫他做「飛燕」，甚得士卒之心。

## 子孙

### 子
- 张方，張燕之子，繼嗣。

### 孫
- 張融，張方之子，繼嗣。

### 曾孫
- 張林，張融之子，繼嗣。西晉時，跟隨趙王司馬倫作亂，位至尚書令、衛將軍，封為郡公，不過後來反被司馬倫所殺。

## 延伸阅读
[在维基数据编辑]
 《三國志·卷08》，出自陳壽《三國志》